# Verein für Bewegungsspiele Stuttgart 1893 2005-2006
Questa voce raccoglie le informazioni riguardanti il Verein für Bewegungsspiele Stuttgart 1893 nelle competizioni ufficiali della stagione 2005-2006.

## Stagione
Nella stagione 2005-2006 lo Stoccarda, inizialmente allenato dall'italiano Giovanni Trapattoni e poi avvicendato da Armin Veh alla 21ª giornata, concluse il campionato al nono posto. In coppa di Germania il cammino dei Roten si concluse già al secondo turno, dove furono eliminati dall'Hansa Rostock. Il cammino europeo della squadra si fermò ai sedicesimi di Coppa UEFA dove fu sconfitta dagli inglesi del Middlesbrough. Lo Stoccarda partecipò anche alla coppa di lega tedesca, come quinto classificato della Fußball-Bundesliga 2004-2005, perdendo in finale contro lo Schalke 04.

## Maglie e sponsor
|  | Casa |  | Trasferta |  | Terza |

## Rosa
| N. |                       | Ruolo | Calciatore          |
| -- | --------------------- | ----- | ------------------- |
| 1  | Germania (bandiera)   | P     | Timo Hildebrand     |
| 2  | Germania (bandiera)   | D     | Andreas Hinkel      |
| 5  | Germania (bandiera)   | D     | Markus Babbel       |
| 6  | Portogallo (bandiera) | D     | Fernando Meira      |
| 7  | Germania (bandiera)   | C     | Silvio Meißner      |
| 8  | Germania (bandiera)   | C     | Daniel Bierofka     |
| 10 | Danimarca (bandiera)  | A     | Jon Dahl Tomasson   |
| 11 | Germania (bandiera)   | C     | Thomas Hitzlsperger |
| 12 | Germania (bandiera)   | C     | Heiko Gerber        |
| 13 | Germania (bandiera)   | C     | Christian Tiffert   |
| 14 | Croazia (bandiera)    | C     | Mario Carević       |
| 17 | Francia (bandiera)    | D     | Matthieu Delpierre  |
| 18 | Brasile (bandiera)    | A     | Cacau               |

| N. |                                | Ruolo | Calciatore        |
| -- | ------------------------------ | ----- | ----------------- |
| 20 | Croazia (bandiera)             | C     | Zvonimir Soldo    |
| 21 | Svizzera (bandiera)            | D     | Ludovic Magnin    |
| 22 | Danimarca (bandiera)           | C     | Jesper Grønkjær   |
| 23 | Germania (bandiera)            | P     | Dirk Heinen       |
| 24 | Germania (bandiera)            | D     | Marcel Schuon     |
| 27 | Germania (bandiera)            | A     | Bernd Nehrig      |
| 31 | Germania (bandiera)            | P     | Alexander Stolz   |
| 32 | Germania (bandiera)            | D     | Andreas Beck      |
| 33 | Germania (bandiera)            | A     | Mario Gómez       |
| 37 | Germania (bandiera)            | P     | Timo Hammel       |
| 38 | Serbia e Montenegro (bandiera) | A     | Danijel Ljuboja   |
| 40 | Germania (bandiera)            | C     | Christian Gentner |
| 41 | Austria (bandiera)             | P     | Michael Langer    |

## Organigramma societario
Area tecnica
- Allenatore: Armin Veh
- Allenatore in seconda: Eberhard Trautner
- Preparatore dei portieri: Adriano Bardin, Eberhard Trautner
- Preparatori atletici: Frank Haile, Christian Kolodziej, Gerhard Wörn

## Calciomercato

### Sessione estiva
| Acquisti | Acquisti            | Acquisti            | Acquisti |
| R.       | Nome                | da                  | Modalità |
| -------- | ------------------- | ------------------- | -------- |
| A        | Danijel Ljuboja     | Paris Saint-Germain |          |
| C        | Jesper Grønkjær     | Atlético Madrid     |          |
| C        | Daniel Bierofka     | Bayer Leverkusen    |          |
| C        | Mario Carević       | Al-Ittihad          |          |
| C        | Thomas Hitzlsperger | Aston Villa         |          |
| D        | Ludovic Magnin      | Werder Brema        |          |
| C        | Tobias Rathgeb      | San Gallo           |          |
| A        | Jon Dahl Tomasson   | Milan               |          |

| Cessioni | Cessioni        | Cessioni      | Cessioni |
| R.       | Nome            | da            | Modalità |
| -------- | --------------- | ------------- | -------- |
| C        | Elson           | Ponte Preta   |          |
| P        | Diego Benaglio  | Nacional      |          |
| D        | Heiko Butscher  | Bochum        |          |
| C        | Aljaksandr Hleb | Arsenal       |          |
| A        | Kevin Kurányi   | Schalke 04    |          |
| D        | Philipp Lahm    | Bayern Monaco |          |
| C        | Ivan Stojanov   | Sliven        |          |
| A        | Imre Szabics    | Colonia       |          |
| C        | Jurica Vranješ  | Werder Brema  |          |

### Sessione invernale
| Acquisti | Acquisti | Acquisti | Acquisti |
| R.       | Nome     | da       | Modalità |
| -------- | -------- | -------- | -------- |

| Cessioni | Cessioni       | Cessioni      | Cessioni |
| R.       | Nome           | da            | Modalità |
| -------- | -------------- | ------------- | -------- |
| D        | Martin Stranzl | Spartak Mosca |          |
| A        | Marco Streller | Colonia       |          |
| D        | Boris Živković | Colonia       |          |
| C        | Tobias Rathgeb | Hansa Rostock |          |

## Risultati

### Bundesliga

#### Girone di andata
| Arbitro: | Brych |

|              |           |          |
| Ahanfouf 31’ | Marcatori | 5’ Cacau |

| Arbitro: | Weiner |

|                          |           |                            |
| Streller 58’ Tiffert 69’ | Marcatori | 9’ Feulner 47’, 55’ Streit |

| Arbitro: | Fandel |

|             |           |              |
| Klasnić 40’ | Marcatori | 50’ Tomasson |

| Arbitro: | Rafati |

|              |           |           |
| Tomasson 58’ | Marcatori | 79’ Pinto |

| Arbitro: | Gagelmann |

|             |           |                        |
| Noveski 77’ | Marcatori | 76’ Tomasson 87’ Gómez |

| Arbitro: | Fleischer |

|           |           |                               |
| Gómez 53’ | Marcatori | 32’ van der Vaart 88’ Jarolím |

| Arbitro: | Kinhöfer |

|              |           |  |
| Tomasson 10’ | Marcatori |  |

| Dortmund 2 ottobre 2005, ore 17:30 CEST 8ª giornata | Borussia Dortmund | 0 – 0 referto | Stoccarda | Westfalenstadion (73 100 spett.)\| Arbitro: \| Meyer \| |
| Arbitro:                                            | Meyer             |               |           |                                                         |

| Arbitro: | Drees |

|                     |           |           |
| Strasser 89’ (aut.) | Marcatori | 17’ Kluge |

| Arbitro: | Perl |

|              |           |                    |
| Barnetta 56’ | Marcatori | 72’ (rig.) Ljuboja |

| Arbitro: | Brych |

|                                 |           |                                 |
| Ljuboja 52’ Cacau 66’ Gómez 83’ | Marcatori | 8’ Cairo 67’ Rafael 76’ Paraíba |

| Arbitro: | Meyer |

|  |           |             |
|  | Marcatori | 10’ Tiffert |

| Arbitro: | Sippel |

|                   |           |                          |
| Tomasson 11’, 67’ | Marcatori | 55’ Hashemian 68’ Jankov |

| Arbitro: | Rafati |

|                |           |             |
| Amanatidīs 19’ | Marcatori | 63’ Ljuboja |

| Stoccarda 3 dicembre 2005, ore 15:30 CET 15ª giornata | Stoccarda | 0 – 0 referto | Bayern Monaco | Gottlieb-Daimler-Stadion (55 000 spett.)\| Arbitro: \| Merk \| |
| Arbitro:                                              | Merk      |               |               |                                                                |

| Arbitro: | Fandel |

|  |           |             |
|  | Marcatori | 62’ Meißner |

| Arbitro: | Stark |

|                       |           |  |
| Gómez 48’ Ljuboja 66’ | Marcatori |  |

#### Girone di ritorno
| Arbitro: | Gagelmann |

|  |           |               |
|  | Marcatori | 42’ Caligiuri |

| Colonia; 4 febbraio 2006, ore 15:30 CET 19ª giornata | Colonia | 0 – 0 referto | Stoccarda | RheinEnergieStadion (47 500 spett.)\| Arbitro: \| Wagner \| |
| Arbitro:                                             | Wagner  |               |           |                                                             |

| Stoccarda 8 febbraio 2006, ore 20:00 CET 20ª giornata | Stoccarda | 0 – 0 referto | Werder Brema | Gottlieb-Daimler-Stadion (30 000 spett.)\| Arbitro: \| Stark \| |
| Arbitro:                                              | Stark     |               |              |                                                                 |

| Arbitro: | Rafati |

|                 |           |            |
| Boakye 31’, 50’ | Marcatori | 37’ Magnin |

| Arbitro: | Meyer |

|                        |           |           |
| Ljuboja 6’ Tiffert 70’ | Marcatori | 24’ Silva |

| Arbitro: | Merk |

|  |           |                       |
|  | Marcatori | 43’ Meißner 90’ Gómez |

| Arbitro: | Fleischer |

|              |           |           |
| Altıntop 15’ | Marcatori | 90’ Gómez |

| Stoccarda 11 marzo 2006, ore 15:30 CET 25ª giornata | Stoccarda | 0 – 0 referto | Borussia Dortmund | Gottlieb-Daimler-Stadion (45 000 spett.)\| Arbitro: \| Weiner \| |
| Arbitro:                                            | Weiner    |               |                   |                                                                  |

| Arbitro: | Kinhöfer |

|           |           |           |
| Fukal 69’ | Marcatori | 75’ Cacau |

| Arbitro: | Wack |

|  |           |                         |
|  | Marcatori | 28’ Freier 87’ Berbatov |

| Arbitro: | Meyer |

|                         |           |  |
| Paraíba 46’, 69’ (rig.) | Marcatori |  |

| Arbitro: | Wagner |

|              |           |  |
| Tomasson 80’ | Marcatori |  |

| Arbitro: | Brych |

|                                         |           |                                           |
| Balitsch 1’ Štajner 32’ Mertesacker 66’ | Marcatori | 52’ Ljuboja 76’ Hitzlsperger 81’ Tomasson |

| Arbitro: | Stark |

|  |           |                                 |
|  | Marcatori | 59’ Meier 62’ (rig.) Amanatidīs |

| Arbitro: | Wagner |

|                                               |           |            |
| Santa Cruz 11’ Pizarro 44’ Schweinsteiger 46’ | Marcatori | 6’ Ljuboja |

| Arbitro: | Sippel |

|                                |           |              |
| Ljuboja 17’ (rig.) Gentner 70’ | Marcatori | 5’ Menseguez |

| Arbitro: | Gagelmann |

|                                 |           |                            |
| Sand 53’ Bordon 80’ Wałdoch 83’ | Marcatori | 33’ Hitzlsperger 71’ Cacau |

### Coppa di Germania
| Arbitro: | Perl |

|                                    |           |                                                  |
| Ollhoff 14’ Cescutti 45’ Örüm 120’ | Marcatori | 38’ Meißner 54’ Tomasson 100’ Carević 118’ Cacau |

| Arbitro: | Wack |

|                                                  |           |                             |
| von Walsleben-Schied 16’ Prica 28’ Arvidsson 41’ | Marcatori | 3’ Hitzlsperger 82’ Ljuboja |

### Coppa di Lega
| Arbitro: | Stark |

|                                     |                      |                                          |
| Paraíba Marx Salihović Kovač Chahed | Tiri di rigore 3 – 4 | Hinkel Heldt Soldo Hitzlsperger Tomasson |

| Arbitro: | Kinhöfer |

|            |           |                              |
| Makaay 19’ | Marcatori | 22’ Hitzlsperger 90’ Stranzl |

| Arbitro: | Wagner |

|  |           |             |
|  | Marcatori | 10’ Kurányi |

### Coppa UEFA

#### Fase a eliminazione diretta
| Arbitro: | Bertini |

|                         |           |  |
| Tomasson 7’ Gentner 88’ | Marcatori |  |

| Arbitro: | Granat |

|                |           |  |
| Stevanović 16’ | Marcatori |  |

#### Fase a gironi
| Arbitro: | Dean |

|  |           |                                 |
|  | Marcatori | 87’ Tomasson 90’ (rig.) Ljuboja |

| Arbitro: | Skjerven |

|  |           |                            |
|  | Marcatori | 31’ Fernandinho 88’ Marica |

| Arbitro: | Dávila |

|               |           |                         |
| Karypidis 48’ | Marcatori | 85’, 90’ (rig.) Ljuboja |

| Arbitro: | Messina |

|                |           |              |
| Gómez 20’, 37’ | Marcatori | 80’ Burdujan |

#### Fase a eliminazione diretta
| Arbitro: | Hamer |

|             |           |                             |
| Ljuboja 86’ | Marcatori | 20’ Hasselbaink 47’ Parnaby |

| Arbitro: | Braamhaar |

|  |           |             |
|  | Marcatori | 13’ Tiffert |

## Statistiche

### Statistiche di squadra
| Competizione      | Punti | In casa | In casa | In casa | In casa | In casa | In casa | In trasferta | In trasferta | In trasferta | In trasferta | In trasferta | In trasferta | Totale | Totale | Totale | Totale | Totale | Totale | DR |
| Competizione      | Punti | G       | V       | N       | P       | Gf      | Gs      | G            | V            | N            | P            | Gf           | Gs           | G      | V      | N      | P      | Gf     | Gs     | DR |
| ----------------- | ----- | ------- | ------- | ------- | ------- | ------- | ------- | ------------ | ------------ | ------------ | ------------ | ------------ | ------------ | ------ | ------ | ------ | ------ | ------ | ------ | -- |
| Bundesliga        | 43    | 17      | 5       | 7       | 5       | 18      | 19      | 17           | 4            | 9            | 4            | 19           | 20           | 34     | 9      | 16     | 9      | 37     | 39     | -2 |
| Coppa di Germania | -     | 0       | 0       | 0       | 0       | 0       | 0       | 2            | 1            | 0            | 1            | 6            | 6            | 2      | 1      | 0      | 1      | 6      | 6      | 0  |
| Coppa di Lega     | -     | 1       | 0       | 0       | 1       | 0       | 1       | 2            | 1            | 1            | 0            | 2            | 1            | 3      | 1      | 1      | 1      | 2      | 2      | 0  |
| Coppa UEFA        | -     | 4       | 2       | 0       | 2       | 5       | 5       | 4            | 3            | 0            | 1            | 5            | 2            | 8      | 5      | 0      | 3      | 10     | 7      | +3 |
| Totale            | 43    | 22      | 7       | 7       | 8       | 23      | 25      | 25           | 9            | 10           | 6            | 32           | 29           | 47     | 16     | 17     | 14     | 55     | 54     | +1 |

### Andamento in campionato
| Giornata  | 1  | 2  | 3  | 4  | 5  | 6  | 7  | 8  | 9 | 10 | 11 | 12 | 13 | 14 | 15 | 16 | 17 | 18 | 19 | 20 | 21 | 22 | 23 | 24 | 25 | 26 | 27 | 28 | 29 | 30 | 31 | 32 | 33 | 34 |
| --------- | -- | -- | -- | -- | -- | -- | -- | -- | - | -- | -- | -- | -- | -- | -- | -- | -- | -- | -- | -- | -- | -- | -- | -- | -- | -- | -- | -- | -- | -- | -- | -- | -- | -- |
| Luogo     | T  | C  | T  | C  | T  | C  | C  | T  | C | T  | C  | T  | C  | T  | C  | T  | C  | C  | T  | C  | T  | C  | T  | T  | C  | T  | C  | T  | C  | T  | C  | T  | C  | T  |
| Risultato | N  | P  | N  | N  | V  | P  | V  | N  | N | N  | N  | V  | N  | N  | N  | V  | V  | P  | N  | N  | P  | V  | V  | N  | N  | N  | P  | P  | V  | N  | P  | P  | V  | P  |
| Posizione | 11 | 11 | 13 | 14 | 10 | 12 | 10 | 10 | 9 | 9  | 10 | 8  | 8  | 8  | 9  | 7  | 6  | 6  | 6  | 7  | 8  | 6  | 5  | 5  | 5  | 5  | 7  | 9  | 7  | 7  | 8  | 8  | 8  | 9  |

Legenda:

Luogo: C = Casa; T = Trasferta. Risultato: V = Vittoria; N = Pareggio; P = Sconfitta.

### Statistiche dei giocatori
| Giocatore       | Bundesliga | Bundesliga | Bundesliga  | Bundesliga | Coppa di Germania | Coppa di Germania | Coppa di Germania | Coppa di Germania | Coppa di Lega | Coppa di Lega | Coppa di Lega | Coppa di Lega | Coppa UEFA | Coppa UEFA | Coppa UEFA  | Coppa UEFA | Totale   | Totale | Totale      | Totale     |
| Giocatore       | Presenze   | Reti       | Ammonizioni | Espulsioni | Presenze          | Reti              | Ammonizioni       | Espulsioni        | Presenze      | Reti          | Ammonizioni   | Espulsioni    | Presenze   | Reti       | Ammonizioni | Espulsioni | Presenze | Reti   | Ammonizioni | Espulsioni |
| --------------- | ---------- | ---------- | ----------- | ---------- | ----------------- | ----------------- | ----------------- | ----------------- | ------------- | ------------- | ------------- | ------------- | ---------- | ---------- | ----------- | ---------- | -------- | ------ | ----------- | ---------- |
| M. Babbel       | 12         | 0          | 1           | 0          | 2                 | 0                 | 1                 | 0                 | 1             | 0             | 0             | 0             | 2          | 0          | 0           | 0          | 17       | 0      | 2           | 0          |
| A. Beck         | 5          | 0          | 1           | 0          | 0                 | 0                 | 0                 | 0                 | 0             | 0             | 0             | 0             | 1          | 0          | 0           | 0          | 6        | 0      | 1           | 0          |
| D. Bierofka     | 1          | 0          | 0           | 0          | 0                 | 0                 | 0                 | 0                 | 0             | 0             | 0             | 0             | 0          | 0          | 0           | 0          | 1        | 0      | 0           | 0          |
| C. Cacau        | 20         | 4          | 1           | 1          | 1                 | 1                 | 0                 | 0                 | 3             | 0             | 0             | 0             | 5          | 0          | 2           | 0          | 29       | 5      | 3           | 1          |
| M. Carević      | 6          | 0          | 0           | 0          | 1                 | 1                 | 0                 | 0                 | 0             | 0             | 0             | 0             | 3          | 0          | 1           | 0          | 10       | 1      | 1           | 0          |
| M. Delpierre    | 29         | 0          | 6           | 0          | 0                 | 0                 | 0                 | 0                 | 2             | 0             | 0             | 0             | 8          | 0          | 0           | 0          | 39       | 0      | 6           | 0          |
| C. Gentner      | 23         | 1          | 2           | 0          | 2                 | 0                 | 0                 | 0                 | 2             | 0             | 0             | 0             | 6          | 1          | 0           | 0          | 33       | 2      | 2           | 0          |
| H. Gerber       | 10         | 0          | 3           | 0          | 0                 | 0                 | 0                 | 0                 | 0             | 0             | 0             | 0             | 3          | 0          | 1           | 0          | 13       | 0      | 4           | 0          |
| J. Grønkjær     | 25         | 0          | 7           | 0          | 2                 | 0                 | 0                 | 0                 | 1             | 0             | 0             | 0             | 7          | 0          | 0           | 0          | 35       | 0      | 7           | 0          |
| M. Gómez        | 30         | 6          | 2           | 0          | 0                 | 0                 | 0                 | 0                 | 3             | 0             | 0             | 0             | 5          | 2          | 0           | 0          | 38       | 8      | 2           | 0          |
| T. Hammel       | 0          | 0          | 0           | 0          | 0                 | 0                 | 0                 | 0                 | 0             | 0             | 0             | 0             | 0          | 0          | 0           | 0          | 0        | 0      | 0           | 0          |
| D. Heinen       | 3          | 0          | 0           | 0          | 0                 | 0                 | 0                 | 0                 | 0             | 0             | 0             | 0             | 2          | 0          | 0           | 0          | 5        | 0      | 0           | 0          |
| H. Heldt        | 0          | 0          | 0           | 0          | 0                 | 0                 | 0                 | 0                 | 1             | 0             | 0             | 0             | 0          | 0          | 0           | 0          | 1        | 0      | 0           | 0          |
| T. Hildebrand   | 31         | 0          | 3           | 0          | 2                 | 0                 | 0                 | 0                 | 3             | 0             | 0             | 0             | 6          | 0          | 0           | 0          | 42       | 0      | 3           | 0          |
| A. Hinkel       | 26         | 0          | 2           | 0          | 1                 | 0                 | 0                 | 0                 | 2             | 0             | 0             | 0             | 3          | 0          | 0           | 0          | 32       | 0      | 2           | 0          |
| T. Hitzlsperger | 26         | 2          | 4           | 0          | 2                 | 1                 | 0                 | 0                 | 3             | 1             | 1             | 0             | 7          | 0          | 2           | 0          | 38       | 4      | 7           | 0          |
| M. Langer       | 0          | 0          | 0           | 0          | 0                 | 0                 | 0                 | 0                 | 0             | 0             | 0             | 0             | 0          | 0          | 0           | 0          | 0        | 0      | 0           | 0          |
| D. Ljuboja      | 26         | 8          | 2           | 0          | 1                 | 1                 | 0                 | 0                 | 0             | 0             | 0             | 0             | 6          | 4          | 1           | 0          | 33       | 13     | 3           | 0          |
| L. Magnin       | 25         | 1          | 7           | 0          | 2                 | 0                 | 1                 | 0                 | 3             | 0             | 0             | 0             | 5          | 0          | 1           | 0          | 35       | 1      | 9           | 0          |
| F. Meira        | 32         | 0          | 5           | 0          | 2                 | 0                 | 0                 | 0                 | 3             | 0             | 1             | 0             | 6          | 0          | 2           | 0          | 43       | 0      | 8           | 0          |
| S. Meißner      | 25         | 2          | 8           | 0          | 2                 | 1                 | 0                 | 0                 | 2             | 0             | 1             | 0             | 5          | 0          | 1           | 1          | 34       | 3      | 10          | 1          |
| B. Nehrig       | 0          | 0          | 0           | 0          | 0                 | 0                 | 0                 | 0                 | 0             | 0             | 0             | 0             | 0          | 0          | 0           | 0          | 0        | 0      | 0           | 0          |
| T. Rathgeb      | 0          | 0          | 0           | 0          | 0                 | 0                 | 0                 | 0                 | 0             | 0             | 0             | 0             | 0          | 0          | 0           | 0          | 0        | 0      | 0           | 0          |
| M. Schuon       | 0          | 0          | 0           | 0          | 0                 | 0                 | 0                 | 0                 | 0             | 0             | 0             | 0             | 0          | 0          | 0           | 0          | 0        | 0      | 0           | 0          |
| Z. Soldo        | 31         | 0          | 6           | 0          | 1                 | 0                 | 0                 | 0                 | 3             | 0             | 0             | 0             | 7          | 0          | 0           | 0          | 42       | 0      | 6           | 0          |
| A. Stolz        | 0          | 0          | 0           | 0          | 0                 | 0                 | 0                 | 0                 | 0             | 0             | 0             | 0             | 0          | 0          | 0           | 0          | 0        | 0      | 0           | 0          |
| M. Stranzl      | 15         | 0          | 1           | 0          | 1                 | 0                 | 0                 | 0                 | 1             | 1             | 0             | 0             | 7          | 0          | 0           | 0          | 24       | 1      | 1           | 0          |
| M. Streller     | 7          | 1          | 2           | 0          | 2                 | 0                 | 0                 | 0                 | 2             | 0             | 0             | 0             | 2          | 0          | 0           | 0          | 13       | 1      | 2           | 0          |
| C. Tiffert      | 28         | 3          | 9           | 0          | 2                 | 0                 | 0                 | 0                 | 2             | 0             | 0             | 0             | 6          | 1          | 1           | 0          | 38       | 4      | 10          | 0          |
| J. Tomasson     | 26         | 8          | 3           | 1          | 2                 | 1                 | 0                 | 0                 | 3             | 0             | 0             | 0             | 6          | 2          | 0           | 0          | 37       | 11     | 3           | 1          |
| É. Élson        | 0          | 0          | 0           | 0          | 0                 | 0                 | 0                 | 0                 | 0             | 0             | 0             | 0             | 0          | 0          | 0           | 0          | 0        | 0      | 0           | 0          |
| B. Živković     | 0          | 0          | 0           | 0          | 0                 | 0                 | 0                 | 0                 | 2             | 0             | 0             | 0             | 0          | 0          | 0           | 0          | 2        | 0      | 0           | 0          |